# 薩爾塔爾巴特村
薩爾塔爾巴特村（波斯語：‎），是伊朗吉兰省阿姆拉什县兰库区科吉德鄉的村。2006年人口普查顯示該村人口为15人，分布在5个家庭中。